# Чемпіонат України з ралі 1997
Чемпіонат України з ралі 1997 – IV чемпіонат з автомобільного ралі за часів незалежної України. Складався з чотирьох етапів, які проходили в Херсоні (два етапи), Одесі та Львові. В чемпіонаті взяли участь 34 перших та 37 других пілотів, які були представниками 5 регіональних автомобільних клубів.

## Заліки та нарахування очок

### Особистий залік
Чемпіонат України з ралі 1997 року розігрувався в абсолютному заліку та в чотирьох залікових класах: 7, 8, 9 та 12. До заліку йшли три кращі результати, показані кожним пілотом протягом чемпіонату. Очки в особистому заліку нараховувались окремо першим пілотам (водіям) та другим пілотам (штурманам) за перші десять позицій на кожному етапі згідно наступної таблиці:
| Місце в заліку | 1  | 2  | 3  | 4  | 5 | 6 | 7 | 8 | 9 | 10 |
| Кількість очок | 20 | 15 | 12 | 10 | 8 | 6 | 4 | 3 | 2 | 1  |

Кількісних обмежень щодо мінімального кворуму пілотів в окремому заліку в чемпіонаті 1997 року не було, тому за підсумками сезону всі заліки було визнано такими, що відбулися, а їхні переможці отримали офіційне звання чемпіонів України з ралі. Для того, щоби окремий заліковий клас відбувся на кожному змаганні, в ньому мало бути заявлено щонайменше п’ять екіпажів.

### Командний залік
В чемпіонаті України з ралі 1997 року знов, як і в  попередньому, існували три окремі заліки – серед територіальних клубів, клубних команд та фірмових команд. До складу команди територіального клубу могло входити щонайбільше 5 екіпажів, до складу клубної або фірмової команди – щонайбільше 3 екіпажі.
В підсумкову турнірну таблицю йшли очки, набрані командами на всіх етапах чемпіонату. Командні очки на кожному етапі складались з очок, набраних двома кращими представниками команди у відповідних класах. 

### Коефіцієнти
Третій етап чемпіонату України 1997 року, Ралі Чумацький Шлях, вперше в історії отримав підвищуючий коефіцієнт 1,5, на який множились всі набрані учасниками залікові бали. В підсумку, це позначилось на результатах всього чемпіонату – так, срібний призер абсолютного заліку Олександр Андріященко випередив бронзового призера Володимира Петренка на 0,5 бали, чого не сталося б без застосування коефіцієнту. 

## Календар змагань та переможці етапів
Попередній календар чемпіонату України з ралі 1997 року складався з шести етапів – крім Херсону, Одеси та Львова змагання також мали приймати в себе Київ (квітень) та Кременчук (вересень). Згодом дати київського етапу перенесли на осінь, але зрештою його, як і кременчуцький етап, було скасовано.
| Дата     | Змагання            | Залік   | Переможці             | Переможці           | Переможці                |
| Дата     | Змагання            | Залік   | Пілот                 | Штурман             | Автомобіль               |
| -------- | ------------------- | ------- | --------------------- | ------------------- | ------------------------ |
| 19-20.07 | Ралі Скіф           | Абсолют | Василь Ростоцький     | Віктор Балін        | Mitsubishi Galant VR-4   |
| 19-20.07 | Ралі Скіф           | Клас 7  | Володимир Петренко    | Ігор Полутов        | ВАЗ-2108                 |
| 19-20.07 | Ралі Скіф           | Клас 8  | Олександр Андріященко | Анатолій Майстренко | ВАЗ-2108                 |
| 19-20.07 | Ралі Скіф           | Клас 12 | Василь Ростоцький     | Віктор Балін        | Mitsubishi Galant VR-4   |
| 08-10.08 | Ралі Куяльник       | Абсолют | Валентин Марчук       | Сергій Ковальов     | ВАЗ-2108                 |
| 08-10.08 | Ралі Куяльник       | Клас 7  | Володимир Петренко    | Ігор Полутов        | ВАЗ-2108                 |
| 08-10.08 | Ралі Куяльник       | Клас 8  | Валентин Марчук       | Сергій Ковальов     | ВАЗ-2108                 |
| 08-10.08 | Ралі Куяльник       | Клас 9  | Борис Донськой        | Ігор Свенцицький    | ВАЗ-2108                 |
| 08-10.08 | Ралі Куяльник       | Клас 12 | Василь Ростоцький     | Віктор Балін        | Mitsubishi Galant VR-4   |
| 17-19.10 | Ралі Чумацький Шлях | Абсолют | Валерій Разумовський  | Віктор Шаповалов    | ВАЗ-2108                 |
| 17-19.10 | Ралі Чумацький Шлях | Клас 7  | Володимир Петренко    | Ігор Полутов        | ВАЗ-2108                 |
| 17-19.10 | Ралі Чумацький Шлях | Клас 8  | Олександр Андріященко | Анатолій Майстренко | ВАЗ-2108                 |
| 17-19.10 | Ралі Чумацький Шлях | Клас 9  | Валерій Разумовський  | Віктор Шаповалов    | ВАЗ-2108                 |
| 17-19.10 | Ралі Чумацький Шлях | Клас 12 | В'ячеслав Котляр      | Аркадій Гамбарян    | Toyota Celica            |
| 07-09.11 | Ралі Карпати        | Абсолют | Василь Ростоцький     | Віктор Балін        | Mitsubishi Lancer Evo IV |
| 07-09.11 | Ралі Карпати        | Клас 8  | Валентин Марчук       | Леонід Косянчук     | ВАЗ-2108                 |
| 07-09.11 | Ралі Карпати        | Клас 9  | Борис Донськой        | Ігор Свенцицький    | ВАЗ-2108                 |
| 07-09.11 | Ралі Карпати        | Клас 12 | Василь Ростоцький     | Віктор Балін        | Mitsubishi Lancer Evo IV |

## Призери чемпіонату

### Абсолютний залік
| Місце | Пілот                 | Місто | Набрані очки на етапах | Набрані очки на етапах | Набрані очки на етапах | Набрані очки на етапах | Сума | Результат |
| Місце | Пілот                 | Місто | 1                      | 2                      | 3                      | 4                      | Сума | Результат |
| ----- | --------------------- | ----- | ---------------------- | ---------------------- | ---------------------- | ---------------------- | ---- | --------- |
| 1     | Василь Ростоцький     | Львів | 20                     | 15                     | 0                      | 20                     | 55   | 55        |
| 2     | Олександр Андріященко | Одеса | 8                      | 10                     | 22,5                   | 10                     | 50,5 | 42,5      |
| 3     | Володимир Петренко    | Київ  | 12                     | 8                      | 18                     | 12                     | 50   | 42        |

### Клас 7
Автомобілі з робочим обсягом двигуна до 1300 см. куб.
| Місце | Пілот              | Місто | Набрані очки на етапах | Набрані очки на етапах | Набрані очки на етапах | Набрані очки на етапах | Сума | Результат |
| Місце | Пілот              | Місто | 1                      | 2                      | 3                      | 4                      | Сума | Результат |
| ----- | ------------------ | ----- | ---------------------- | ---------------------- | ---------------------- | ---------------------- | ---- | --------- |
| 1     | Володимир Петренко | Київ  | 20                     | 20                     | 30                     | 0                      | 70   | 50        |
| 2     | Микола Нікітюк     | Одеса | 10                     | 15                     | 0                      | 0                      | 25   | 25        |
| 3     | Вадим Ясинський    | Київ  | 0                      | 0                      | 22,5                   | 0                      | 22,5 | 22,5      |

### Клас 8
Автомобілі з робочим обсягом двигуна до 1600 см. куб. 
| Місце | Пілот                 | Місто      | Набрані очки на етапах | Набрані очки на етапах | Набрані очки на етапах | Набрані очки на етапах | Сума | Результат |
| Місце | Пілот                 | Місто      | 1                      | 2                      | 3                      | 4                      | Сума | Результат |
| ----- | --------------------- | ---------- | ---------------------- | ---------------------- | ---------------------- | ---------------------- | ---- | --------- |
| 1     | Олександр Андріященко | Одеса      | 20                     | 15                     | 30                     | 12                     | 77   | 65        |
| 2     | Руслан Железко        | Кривий Ріг | 0                      | 12                     | 22,5                   | 6                      | 40,5 | 40,5      |
| 3     | Валентин Марчук       | Одеса      | 0                      | 20                     | 0                      | 20                     | 40   | 40        |

### Клас 9
Автомобілі з робочим обсягом двигуна до 2000 см. куб.
| Місце | Пілот                | Місто            | Набрані очки на етапах | Набрані очки на етапах | Набрані очки на етапах | Набрані очки на етапах | Сума | Результат |
| Місце | Пілот                | Місто            | 1                      | 2                      | 3                      | 4                      | Сума | Результат |
| ----- | -------------------- | ---------------- | ---------------------- | ---------------------- | ---------------------- | ---------------------- | ---- | --------- |
| 1     | Борис Донськой       | Київ             | 0                      | 20                     | 22,5                   | 20                     | 62,5 | 42,5      |
| 2     | Валерій Михайлов     | Одеса            | 0                      | 15                     | 18                     | 0                      | 33   | 33        |
| 3     | Валерій Разумовський | Дніпродзержинськ | 0                      | 0                      | 30                     | 0                      | 30   | 30        |

### Клас 12
Автомобілі з робочим обсягом двигуна до 3500 см. куб. 
| Місце | Пілот             | Місто  | Набрані очки на етапах | Набрані очки на етапах | Набрані очки на етапах | Набрані очки на етапах | Сума | Результат |
| Місце | Пілот             | Місто  | 1                      | 2                      | 3                      | 4                      | Сума | Результат |
| ----- | ----------------- | ------ | ---------------------- | ---------------------- | ---------------------- | ---------------------- | ---- | --------- |
| 1     | Василь Ростоцький | Львів  | 20                     | 20                     | 0                      | 20                     | 60   | 60        |
| 2     | В'ячеслав Котляр  | Херсон | 0                      | 0                      | 30                     | 10                     | 40   | 40        |
| 3     | Юрій Карпенко     | Херсон | 15                     | 15                     | 0                      | 0                      | 30   | 30        |

### Територіальні автоклуби
| Місце | Клуб           | Місто  | Набрані очки на етапах | Набрані очки на етапах | Набрані очки на етапах | Набрані очки на етапах | Сума  | Результат |
| Місце | Клуб           | Місто  | 1                      | 2                      | 3                      | 4                      | Сума  | Результат |
| ----- | -------------- | ------ | ---------------------- | ---------------------- | ---------------------- | ---------------------- | ----- | --------- |
| 1     | КМАМК          | Київ   | 47                     | 52                     | 64,5                   | 47                     | 210,5 | 210,5     |
| 2     | Херсонський АК | Херсон | 36                     | 45                     | 78                     | 34                     | 193   | 193       |
| 3     | Одеський АК    | Одеса  | 18                     | 30                     | 52,5                   | 16                     | 116,5 | 116,5     |

### Клубні команди
| Місце | Команда            | Місто | Набрані очки на етапах | Набрані очки на етапах | Набрані очки на етапах | Набрані очки на етапах | Сума  | Результат |
| Місце | Команда            | Місто | 1                      | 2                      | 3                      | 4                      | Сума  | Результат |
| ----- | ------------------ | ----- | ---------------------- | ---------------------- | ---------------------- | ---------------------- | ----- | --------- |
| 1     | Ралі Клуб          | Київ  | 27                     | 32                     | 34,5                   | 32                     | 125,5 | 125,5     |
| 2     | Інтер Спорт Сервіс | Одеса | 0                      | 12                     | 22,5                   | 16                     | 50,5  | 50,5      |
| 3     | СКА Одеса          | Одеса | 0                      | 0                      | 30                     | 0                      | 30    | 30        |

### Фірмові команди
| Місце | Команда     | Місто     | Набрані очки на етапах | Набрані очки на етапах | Набрані очки на етапах | Набрані очки на етапах | Сума | Результат |
| Місце | Команда     | Місто     | 1                      | 2                      | 3                      | 4                      | Сума | Результат |
| ----- | ----------- | --------- | ---------------------- | ---------------------- | ---------------------- | ---------------------- | ---- | --------- |
| 1     | Сім-Тім     | Одеса     | 30                     | 30                     | 48                     | 24                     | 132  | 132       |
| 2     | УкрТатНафта | Кременчук | 20                     | 20                     | 22,5                   | 35                     | 97,5 | 97,5      |
| 2     | Сінта-Гарт  | Херсон    | 0                      | 10                     | 48                     | 18                     | 76   | 76        |

## Іноземні учасники
Ралі Чумацький Шлях в 1997 році вдруге поспіль отримало міжнародний статус і вперше увійшло до заліку Кубку Альянсу автомобільних федерацій країн Європи та Азії. Завдяки цьому на старт, крім українських спортсменів, вийшли також екіпажі з Литви (Репшіс/Вірантас) та Росії (Гончаров/Баранов та Папазов М./Папазов О.). Оскільки ці екіпажі виступали за ліцензіями власних автомобільних федерацій, до заліку чемпіонату України їхні результати не йшли.

## Статистика

### Кількість учасників
| Залік   | Перші пілоти | Другі пілоти |
| ------- | ------------ | ------------ |
| Абсолют | 34           | 37           |
| Клас 7  | 10           | 11           |
| Клас 8  | 13           | 14           |
| Клас 9  | 9            | 9            |
| Клас 12 | 14           | 14           |

### Переможці спецділянок
| Пілот                   | Виграні СД |
| ----------------------- | ---------- |
| Василь Ростоцький       | 16         |
| Валерій Разумовський    | 10         |
| Сергій Вукович          | 8          |
| Валентин Марчук         | 5          |
| Юрій Карпенко           | 1          |
| Микола Нікітюк          | 1          |
| Сергій Коробейніков     | 1          |
| Олександр Салюк-старший | 1          |
| Станіслав Трахімович    | 1          |
| Олександр Андріященко   | 1          |

## Цікаві факти
- Чемпіонат України 1997 року став першим, в якому перемогу на одному з етапів здобув екіпаж, що виступав на автомобілі Mitsubishi Lancer Evolution – це зробили Василь Ростоцький та Віктор Балін на Ралі Карпати.

- Ралі Чумацький Шлях 1997 року стало першим і єдиним змаганням в історії українського ралі, яке виграв екіпаж, що за результатами першої спецділянки посідав останнє місце в абсолютному заліку. Це були Валерій Разумовський та Віктор Шаповалов на автомобілі ВАЗ-2108[6].

- Ралі Чумацький Шлях 1997 року стало першим змаганням в історії українського ралі, де всі призові місця в абсолюті посіли екіпажі, що виступали на автомобілях ВАЗ-2108. Згодом таке відбувалось ще двічі – на Ралі Росава та Ралі Куяльник 1999 року.